# Tambora de gaita

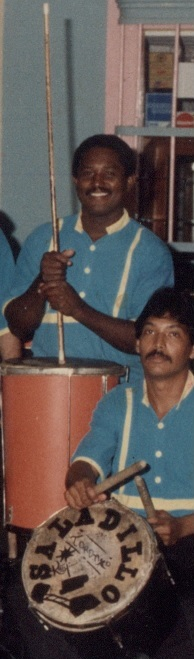
Furro y Tambora de gaita.

La tambora de gaita es un instrumento de percusión membranófono. Su caja está fabricada de madera, y tiene forma cilíndrica y levemente cónica. Abierta por el extremo inferior, lleva, semejante al furro, una membrana de cuero seco en la parte superior. Completamente estirado y liso, el cuero, es percutido por el ejecutante, quien usa dos baquetas de madera, de forma cilíndrica, de 20 cm de longitud, y de 2 o 3 cm de espesor. Se usa una en cada mano y se percuten de manera alternativa tanto el cuero como la madera del tambor. Algunos de los mejores tamboreros de la gaita son: Ángel Parra "Parrita" (creador del repique de la tambora y la de tocar este instrumento entre las piernas), Adán Parra Socorro (menor), "El otro Parrita" o apodado "Carne Frita", Humberto Sánchez, Mervin Ferrer, Oscar Molero, José Ferrer, Freddy Ferrer, Willian Molina, Alves Aguirre, Melkis Daniel Espina, Eudomar Peralta, Néstor Luis Soto, Alvis Reyes, Raúl Agreda, Ender Méndez, Ricardo Aguirre Jr. José Alejandro Villalobos, Manuel A. Pirona, Ender Linares, James Calderón, Roddy Tigrera, Nelson Suárez, Luis Ruiz (el panameño), José Alberto Delgado, Josleni León.